# Cirrhilabrus chaliasi
Cirrhilabrus aquamarinus là một loài cá biển thuộc chi Cirrhilabrus trong họ Cá bàng chài. Loài này được mô tả lần đầu tiên vào năm 2021.

## Từ nguyên
Tính từ định danh chaliasi được đặt theo tên của Vincent Chalias, một nhiếp ảnh gia dưới nước có tay nghề cao, đồng thời cũng là một nhà sinh vật học thực địa và là người đề xuất phương pháp nuôi cấy san hô và cá biển ở đảo Bali. Chalias đã hỗ trợ trong việc mô tả loài cá này nhờ vào những bức ảnh của chúng và công việc quan sát thực địa chi tiết của ông.

## Phân loại học
Cirrhilabrus solorensis là một loài được Pieter Bleeker mô tả khá vắn tắt nên đã dẫn đến những nhầm lẫn phân loại học về việc xác định danh tính thực sự của đơn vị phân loại này. Cho đến năm 2021, C. solorensis đã được mô tả khoa học lại một cách đầy đủ và chính xác, đồng thời phát hiện thêm hai loài mới từng bị nhầm với C. solorensis, là C. chaliasi và Cirrhilabrus aquamarinus.
C. solorensis cùng hai loài mới, cũng như các loài Cirrhilabrus aurantidorsalis, Cirrhilabrus cyanopleura, Cirrhilabrus luteovittatus, Cirrhilabrus randalli và Cirrhilabrus ryukyuensis đều có cùng một loài tổ tiên chung gần nhất nên tất cả được gộp vào một nhóm phức hợp loài C. cyanopleura.

## Phạm vi phân bố và môi trường sống
C. chaliasi được biết đến chủ yếu ở các hòn đảo thuộc quần đảo Sunda Nhỏ, hiếm gặp hơn ở bờ đông của đảo lớn Sulawesi, nơi mà có sự chồng chéo phạm vi giữa C. chaliasi và C. aquamarinus. Loài này sống tập trung gần các rạn san hô trên nền đá vụn ở độ sâu 8–20 m.

## Mô tả
Chiều dài lớn nhất được ghi nhận ở C. chaliasi là 6,5 cm.
Cá đực có đầu màu đỏ tía. Vảy phía sau vây ngực có màu chàm. Thân có màu đất son (vàng nâu), màu xanh lam ở bụng. Vây lưng có màu vàng cam nhạt với nhiều vệt sọc gợn sóng màu xanh tím, được viền màu xanh óng ở rìa; phần vảy cá dọc gốc vây màu nâu cam. Vây đuôi và vây hậu môn có hoa văn tương tự như vây lưng, còn phần gốc của chúng có màu xanh tím. Vây bụng xanh nhạt và phớt hồng ở vây ngực. Cá cái có đầu màu cam, phớt màu xanh lục nhạt. Thân có màu ô liu, hồng hơn ở bụng. Cuống đuôi có đốm đen nhỏ. Các vây trong suốt; vây lưng, vây đuôi và vây hậu môn màu cam hoặc lục nhạt, riêng vây lưng được viền màu xanh óng ở rìa, vây bụng xanh nhạt; phớt hồng ở vây ngực.
Số gai ở vây lưng: 11; Số tia vây ở vây lưng: 9; Số gai ở vây hậu môn: 3; Số tia vây ở vây hậu môn: 9; Số tia vây ở vây ngực: 15; Số gai ở vây bụng: 1; Số tia vây ở vây bụng: 5; Số lược mang: 16–17.

## Sinh thái học
Các thành viên trong phức hợp loài cyanopleura được biết đến với khả năng tự phát huỳnh quang đỏ khá mạnh, với cường độ và sự phân bổ huỳnh quang trên cơ thể khác nhau giữa cá đực và cái tùy từng loài.